# Carrier Corps
Carrier Corpsとは、第1次世界大戦期のイギリス軍の東アフリカ戦線を支えるために創設された、輸送部隊である。この地域に展開していたドイツ軍に対抗すべく、この輸送部隊は活動を行った。

## 背景
当時、この東アフリカ地域においてイギリス軍は、ドイツ軍と交戦していた。ドイツ軍は現地のアフリカ人兵によるゲリラ部隊を訓練して、イギリス軍に対抗していた。これをイギリス軍が対抗を試みていたものの、それについては、あまり上手くいっていなかった。なぜなら、当時、東アフリカ地域において展開していたイギリス軍の部隊は、現地の地勢に慣れていなかっただけでなく、鉄道や幹線道路から外れた場所への兵糧や武器の供給に問題を抱えていたためである。つまり、兵站に関する問題、言い換えるなら、補給の問題が露呈したのだった。そこで、この状況を打開すべく、イギリスは輸送部隊であるCarrier Corpsを創設した。

## 活動の結果

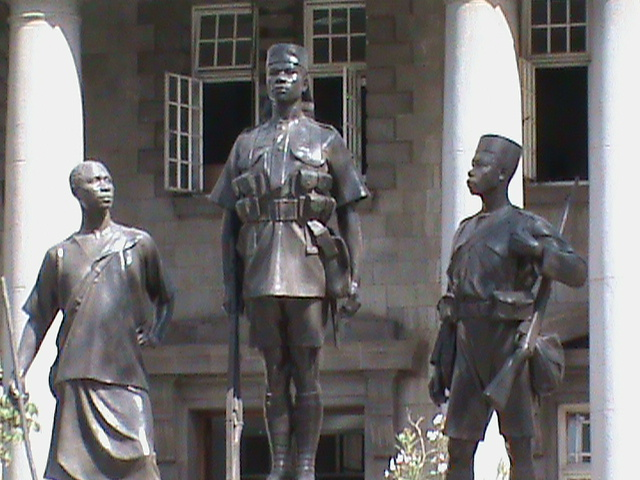
ケニアの首都であるナイロビに立つ、Carrier Corpsを象徴する像。Askari Monument。

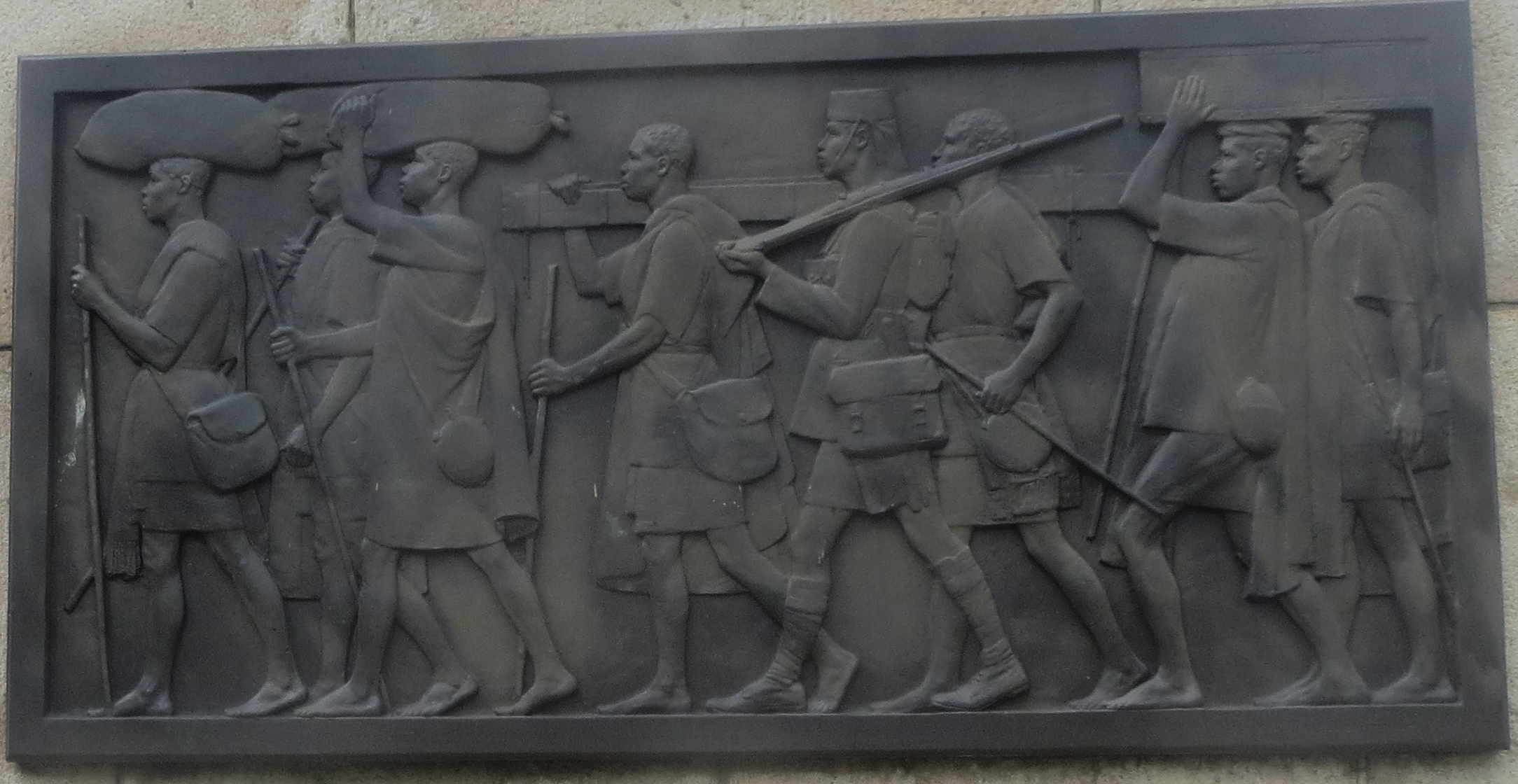
タンザニアの主要な港湾都市であるダルエスサラームに設置されているレリーフ。Askari Monument。

イギリスにとってCarrier Corpsが挙げた特筆すべき業績は、ドイツ軍を排除した後に、この地をイギリスが植民地化した際の統治の役に立った点である。
ただ、たったの1 kgのコメを沿岸部から内陸部へと輸送するためですら、その輸送に関わる人員の食糧として50 kgのコメを必要とした有様だった。この結果、最終的にはCarrier Corpsの活動のために、イギリス軍は延べ人数で40万人以上のアフリカ人を、輸送人員と、輸送任務の遂行を助けるための人員として、徴用した。

## 音韻転訛事例

### 施設名
英語の「Carrier Corps」が、スワヒリ語に転訛した言葉が「カリアコ（Kariako）」で、カリアコの名を冠した市場が、タンザニアのダルエスサラームに残った。

### 地名
東アフリカ地域には、所々に「Carrier Corps」の名前が入った街区が残っている。これは、これらの地区にCarrier Corpsに関わった者が居住したためである。例えば、ケニアのナイロビには「Kariakor」と言う街区が存在する。また例えば、タンザニアの以前の首都であったダルエスサラームには「Kariakoo」と言う街区が存在する。さらに、タンザニアが遷都を行った先のドドマにも「Kariakoo」と言う街区が存在する。